# 拟鬃鳃鱼属
擬鬃鰓魚屬，是條鰭魚綱䲁形目麗魚科下的一個屬。

## 分類
本屬屬於圖麗魚亞科，目前被認可的種如下：
- 巴拉圭擬鬃鰓魚 Chaetobranchopsis australe
- 圓頭擬鬃鰓魚 Chaetobranchopsis orbicularis